# 黑头黄鹂
黑头黄鹂（学名：Oriolus xanthornus）为黄鹂科黄鹂属的鸟类。分布于尼泊尔、巴基斯坦、印度、斯里兰卡、马来半岛、加里曼丹岛以及中国大陆的云南等地。该物种的模式产地在孟加拉国。

## 亚种
- 黑头黄鹂指名亚种（学名：Oriolus xanthornus xanthornus）。分布于印度、中南半岛、马来群岛以及中国大陆的云南等地。该物种的模式产地在孟加拉国。[2]